# Sergej Udaltsov
Sergej Stanislavovitj Udaltsov (ryska: Сергей Станиславович Удальцов), född 16 februari 1977 i Moskva, dåvarande Sovjetunionen, är en rysk revolutionär kommunist och oppositionspolitiker. 
Under 1990-talet, då nystalinismen var stark inom ryska vänstern, sökte sig Udaltsov bort från ryska kommunistpartiet och förespråkar enligt egen utsago traditionellt socialdemokratiska värderingar.
2009 valdes Udaltsov till koordinator (partiledare) för Vänsterfronten, en bred koalition av olika ryska vänstergrupperingar.
Sergej Udaltsov blev känd tillsammans med Aleksej Navalnyj som en av de främsta ledarna för proteströrelsen mot Vladimir Putin 2011-2013. I februari 2013 sattes Sergej Udaltsov i husarrest för sin roll i demonstrationerna, och den 24 juli 2014 dömdes han till 4,5 års fängelse. 
Efter avtjänat fängelsestraff har han fortsatt sina aktioner bland annat med en internationellt uppmärksammad hungerstrejk mot höjda pensionsålder.